# Basumský hřeben
Basumský hřeben je šumavský hřeben vysoký 1290 m n. m. v Jihočeském kraji v okrese Prachatice a v katastrálním území obce Horní Vltavice. Dle Seznamu tisícovek v Česku a jeho kritérií je to 67. nejvyšší hora České republiky (s tím, že se více vrcholů může dělit o jedno místo; jinak 79.).

## Popis
Hřeben se severojižní orientací dosahuje výšky 1290 metrů a skládá se ze tří vrcholů. Na severu je to Boubínský hřbet s výškou 1269 m, uprostřed je to samotný hřeben a na jihu se vypíná vrchol Pažení do výšky 1281 m. Samotný hřeben je pak složen ještě ze tří vrcholků dosahujících ze severu výšky 1290 m, 1287 m a 1290 m přičemž severní vrchol je vyšší. Prominence je 36 metrů a izolace 1,6 km – nejbližší vyšší vrchol Srní vrch je vysoký 1298 m n. m.

## Poloha
Basumský hřeben je součástí českého pohoří Šumava, spadá pod Boubínskou hornatinu. Vrchol (a polovina hřebene) je součástí Národní přírodní rezervace Boubínský prales. Kolem hřebene se nachází obce Kubova huť, Horní Vltavice a Zátoň.